# Steffi gefällt das
Steffi gefällt das ist ein deutscher Kurzfilm von Philipp Scholz und Florian Gregor aus dem Jahr 2012. Die fünfminütige Social-Media-Komödie wurde von der Hamburger Produktionsfirma The Fu King Production produziert und von der Filmförderungsanstalt gefördert. Weltpremiere feierte der Film im Juni 2012 auf dem Internationalen Filmfest Emden-Norderney. Der Film lief unter anderem auf dem L.A. Shorts Fest, dem Giffoni Filmfest und dem Interfilm Festival in Berlin. Von der Filmbewertungsstelle Wiesbaden hat Steffi gefällt das das „Prädikat besonders wertvoll“ erhalten und wurde 2013 mit dem Murnau-Kurzfilmpreis der Friedrich-Wilhelm-Murnau-Stiftung ausgezeichnet. Von der AG Kurzfilm wurde der Film in den German Short Films 2013 Kurzfilmkatalog aufgenommen, der 100 hervorragende deutsche Kurzfilme umfasst und auf dem European Film Market der Berlinale präsentiert wurde.

## Inhalt
Paul gehört der Generation an, die jedes Ereignis mit ihren Onlinefreunden teilt. Durch sein Smartphone geschieht dies wie in Echtzeit. Virtuelle Freundschaften, digitale Gruppenzugehörigkeiten und Fotoverlinkungen sind wichtige Werte für ihn. Die Offenlegung seiner Privatsphäre sieht er als selbstverständlich an. Ein Leben ohne Smartphone ist für den „Social-Media-Junkie“ Paul undenkbar. Seiner treuen Freundin Steffi gefällt das.  

## Auszeichnungen
2013
- Murnau-Kurzfilmpreis der Friedrich-Wilhelm-Murnau-Stiftung
- Short Tiger FFA und German Films

2012
- Kurzfilm des Monats Januar – Filmbewertungsstelle Wiesbaden
- Prädikat Besonders Wertvoll – Filmbewertungsstelle Wiesbaden
- 1. Platz – Vilsflimmern 2012
- 2. Platz (Publikumspreis) – Filmfest Oberursel
- 3. Platz (Publikumspreis) – Rüsselsheimer Filmtage
- 3. Platz (Publikumspreis) – Dithmarscher Kurzfilmfest
- 3. Platz (Publikumspreis) – Schwenninger Kurzfilmfestival

## Aufführungen (Auswahl)
| 2013 - Flickerfest, Australien - 39. Eulenspiegeleien Filmfest, Berlin - 17. Videonale, Berlin - Shortfilm Slam, Zeisekinos Hamburg - Friedrichshafener Filmtage - Gütersloher Kurzfilm-Festival - Augenweide, 17. Filmfest Schleswig-Holstein - 14. Landshuter Kurzfilmfestival - 14. cellu l'art, Jena (Out of Competition) - Schweinfurter Kurzfilmtage - Grenzland-Filmtage 2013 - Skepto International Film Festival, Italien - Independent Days 13, Karlsruhe | 2012 - Filmfest Emden-Norderney (Offizielle Weltpremiere) - Rüsselsheimer Filmtage (3. Platz) - Kurzfilmfest .mov 2012, Köln - Film Leben Festival, Ilmenau (Out of Competition) - Shorts at Moonlight Kurzfilmfestival - Open Eyes Filmfest, Marburg - Vilsflimmern, Amberg (1. Platz) - Ahoi! Filmfestival, Hamburg (Out of Competition) - Cinefiesta 2012, Puerto Rico - Giffoni Filmfestival, Italien - Shortynale Kurzfilmfestival, Klosterneuburg / Österreich - Alpinale Kurzfilmfestival, Österreich - 36. Open Air Filmfest Weiterstadt - Shorts at Moonlight – Finale um den Veolia-Preis - Filmfest Oberursel (2. Platz) - Pentedattilo Film Festival, Italien (Out of Competition) - La Shorts-Fest, USA - XXS Kurzfilmfestival, Dortmund - TRASH Filmfestival, Berlin - Dithmarscher Kurzfilmfest, Heide - 17th Berlin & Beyond Film Festival, San Francisco - Schlingel Filmfestival, Chemnitz - 57th Valladolid International Film Festival, Spanien - 5th Radar Hamburg Film Festival - 34. Biberacher Filmfestspiele - Kalpanirjhar International Short Film Festival, Indien - Diessener Kurzfilmfestival - Ozu Film Festival, Italien - Schwenninger Kurzfilmfestival - Interfilm Festival, Berlin - Filmlabfestival, Italien - Euroshorts, Polen - Flensburger Kurzfilmtage - Exground Filmfest, Wiesbaden - International Filmfestival ContraVision, Berlin - Filmfestival – 24 Stunden von Nürnberg - XIX Capalbio Cinema ISFF, Italien |